# Tarmo Kink
Tarmo Kink (Tallinn, 6 oktober 1985) is een Estisch voetballer die sinds 2015 uitkomt voor Levadia Tallinn.

## Interlandcarrière
Kink maakte zijn interlanddebuut voor Estland op 31 maart 2004 tegen Noord-Ierland. Zijn eerste doelpunt scoorde hij vanaf de strafschopstip op 27 mei 2008 tegen Georgië.
| Interlanddoelpunten van Tarmo Kink voor Estland | Interlanddoelpunten van Tarmo Kink voor Estland | Interlanddoelpunten van Tarmo Kink voor Estland | Interlanddoelpunten van Tarmo Kink voor Estland | Interlanddoelpunten van Tarmo Kink voor Estland | Interlanddoelpunten van Tarmo Kink voor Estland |
| No.                                             | Datum                                           | Wedstrijd                                       | Score                                           | Uitslag                                         | Competitie                                      |
| Als speler bij Levadia Tallinn                  | Als speler bij Levadia Tallinn                  | Als speler bij Levadia Tallinn                  | Als speler bij Levadia Tallinn                  | Als speler bij Levadia Tallinn                  | Als speler bij Levadia Tallinn                  |
| ----------------------------------------------- | ----------------------------------------------- | ----------------------------------------------- | ----------------------------------------------- | ----------------------------------------------- | ----------------------------------------------- |
| 1.                                              | 27 mei 2008                                     | Estland – Georgië                               | 1-0                                             | 1–1                                             | Vriendschappelijk                               |
| 2.                                              | 4 juni 2008                                     | Estland – Faeröer                               | 3-0                                             | 4–3                                             | Vriendschappelijk                               |
| 3.                                              | 12 november 2008                                | Estland – Letland                               | 1-0                                             | 1–1                                             | Vriendschappelijk                               |
| -                                               | 23 december 2008                                | Murcia – Estland                                | 1-1                                             | 1–1                                             | Onofficieel                                     |
| Als speler bij Middlesbrough                    |                                                 |                                                 |                                                 |                                                 |                                                 |
| 4.                                              | 8 oktober 2010                                  | Servië – Estland                                | 1-1                                             | 1–3                                             | EK 2012 kwalificatie                            |
| -                                               | 25 mei 2011                                     | Estland – Baskenland                            | 1-1                                             | 1–2                                             | Onofficieel                                     |
| 5.                                              | 6 september 2011                                | Estland – Noord-Ierland                         | 2-0                                             | 4–1                                             | EK 2012 kwalificatie                            |
| Als speler bij Győr                             |                                                 |                                                 |                                                 |                                                 |                                                 |
| 6.                                              | 10 september 2013                               | Hongarije – Estland                             | 3-1                                             | 5–1                                             | WK 2014 kwalificatie                            |

## Erelijst

### Club
Spartak Moskou
- Beker van Rusland: 2003

 Levadia Tallinn
- Meistriliiga[1]: 2006, 2007, 2008
- Beker van Estland: 2007

 Győri ETO FC
- Nemzeti Bajnokság[2]: 2012–13

### Individueel
- Hõbepall[3]: 2010